# کلو خان
کلو خان (به انگلیسی: Kalu Khan) یک شهر در پاکستان است که در ناحیه سوابی واقع شده‌است. کلو خان ۳۱۷ متر بالاتر از سطح دریا واقع شده‌است.